# Fundusz Reprywatyzacji

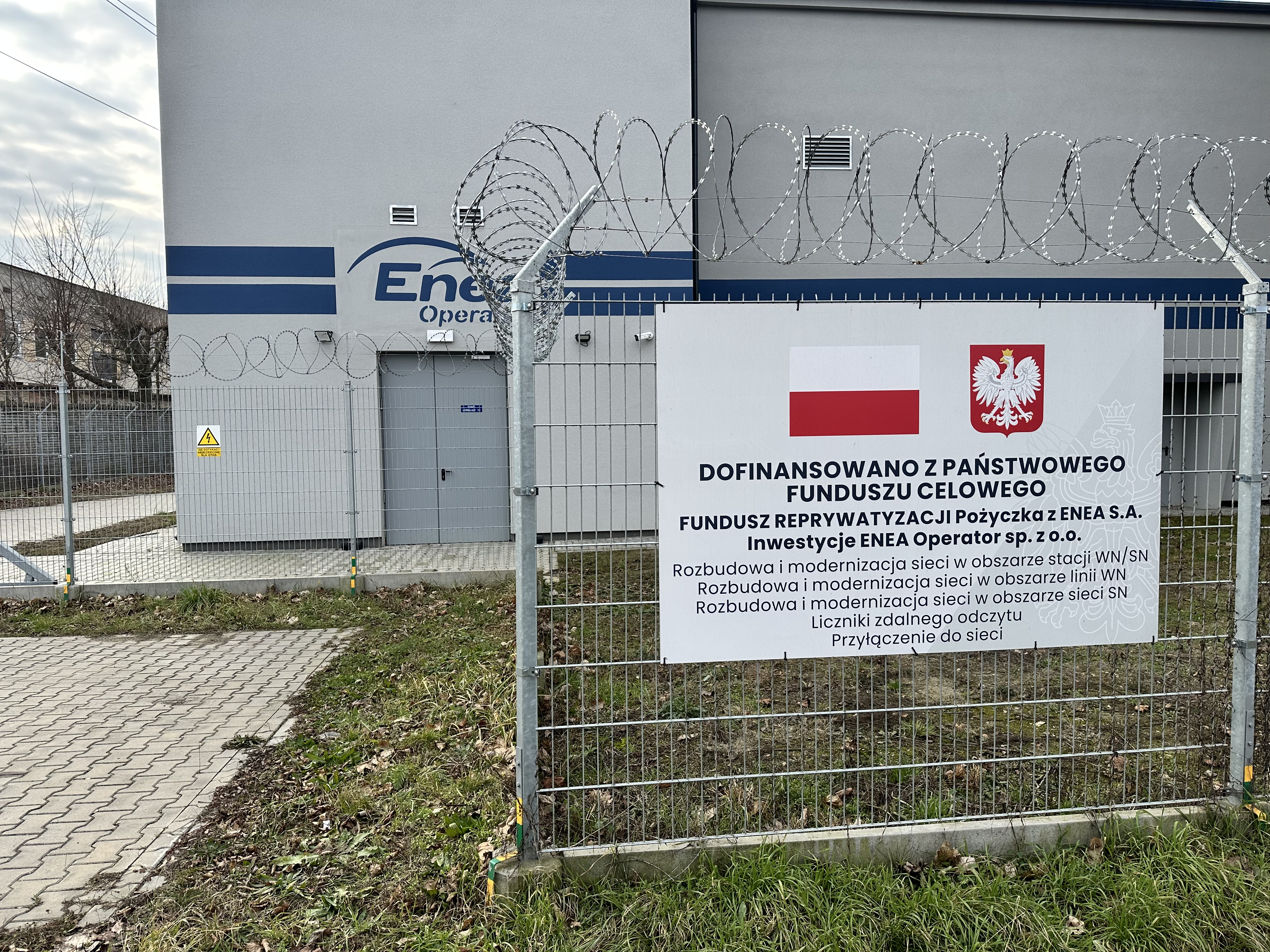
Tablica informująca o wsparciu inwestycji spółki Enea Operator z Funduszu Reprywatyzacji.

Fundusz Reprywatyzacji – polski fundusz celowy służący wypłacie odszkodowań wynikających z wyroków i ugód sądowych oraz decyzji administracyjnych, wydanych w związku z bezprawną nacjonalizacją mienia.
Głównym i jedynym planowanym źródłem przychodów są wpływy ze sprzedaży 5% akcji należących do Skarbu Państwa w każdej ze
spółek powstałych w wyniku komercjalizacji oraz odsetki od tych środków.